# سیارک ۴۴۰۷
سیارک ۴۴۰۷ (به انگلیسی: 4407 Taihaku، نامگذاری:1988TF1) چهار هزار و چهارصد و هفتمین سیارک کشف شده‌است که در ۱۳ اکتبر ۱۹۸۸ کشف شد.
قدر مطلق سیارک برابر ۱۲٫۰۰ است.